# Lipinia quadrivittata
Espèce
Synonymes
- Lygosoma quadrivittatum Peters, 1867

Lipinia quadrivittata est une espèce de sauriens de la famille des Scincidae.

## Répartition
Cette espèce se rencontre :
- dans le sud de la Thaïlande dans la province de Pattani ;
- aux Philippines sur les îles de Palawan et de Bohol ;
- en Indonésie dans les îles Sula, au Kalimantan et au Sulawesi.

## Publication originale
- Peters, 1867 : Herpetologische Notizen. Monatsberichte der Königlich Preussischen Akademie der Wissenschaften zu Berlin, vol. 1867, p. 13-37 (texte intégral).